# Đào Tuấn Anh
Đào Tuấn Anh là Trung tướng Quân đội nhân dân Việt Nam. Ông hiện giữ chức vụ Tư lệnh Quân đoàn 34. Nguyên là Phó Giám đốc Đào tạo Học viện Quốc phòng, nguyên Phó Tư lệnh Quân khu 3.
Ông sinh năm 1970

## Thân thế và binh nghiệp
Thiếu tướng Đào Tuấn Anh có quê quán tại tỉnh Thái Bình.
Trước năm 2014, ông là Phó Chỉ huy trưởng kiêm Tham mưu trưởng Bộ chỉ huy quân sự tỉnh Thái Bình.
Tháng 6 năm 2014, ông được bổ nhiệm giữ chức Chỉ huy trưởng Bộ chỉ huy quân sự tỉnh Thái Bình.
Tháng 1 năm 2017, ông được bổ nhiệm giữ chức Phó Tư lệnh Quân khu 3.
Năm 2018, Đào Tuấn Anh là Thiếu tướng, Phó Tư lệnh Quân khu 3.
Tháng 9 năm 2019, ông được bổ nhiệm làm Phó Giám đốc Học viện Quốc phòng.
Quyết định số 133 ngày 24-4-2025 của Bộ trưởng Bộ Quốc phòng về việc bổ nhiệm Trung tướng Đào Tuấn Anh, Phó giám đốc Học viện Quốc phòng giữ chức Tư lệnh Quân đoàn 34